# Перьяк-де-Мер
Перья́к-де-Мер (фр. Peyriac-de-Mer) — коммуна во Франции, находится в регионе Лангедок — Руссильон. Департамент коммуны — Од. Входит в состав кантона Сижан. Округ коммуны — Нарбонна.
Код INSEE коммуны — 11285.

## Население
Население коммуны на 2008 год составляло 1011 человек.
| 1962 | 1968 | 1975 | 1982 | 1990 | 1999 | 2008 |
| ---- | ---- | ---- | ---- | ---- | ---- | ---- |
| 823  | 829  | 765  | 727  | 822  | 828  | 1011 |

## Экономика
В 2007 году среди 622 человек в трудоспособном возрасте (15—64 лет) 402 были экономически активными, 220 — неактивными (показатель активности — 64,6 %, в 1999 году было 67,7 %). Из 402 активных работали 351 человек (192 мужчины и 159 женщин), безработных было 51 (23 мужчины и 28 женщин). Среди 220 неактивных 51 человек были учениками или студентами, 107 — пенсионерами, 62 были неактивными по другим причинам.

## Фотогалерея

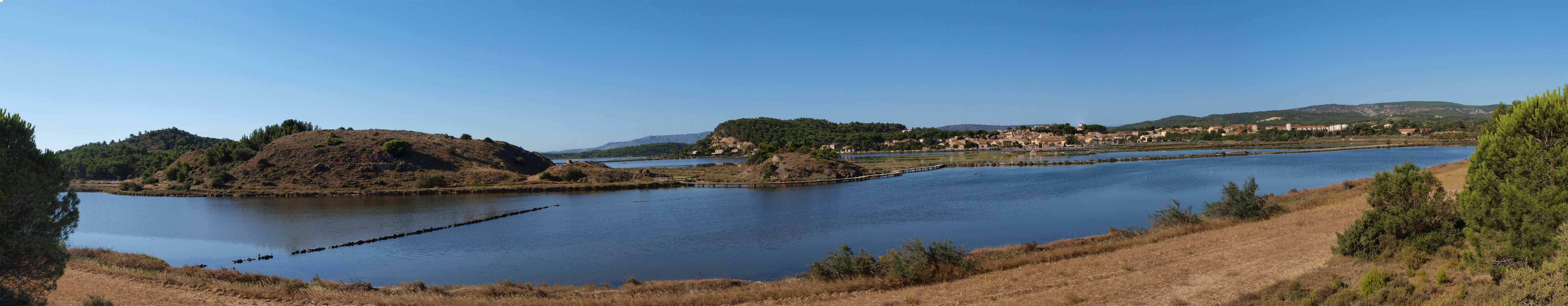
Перьяк-де-Мер
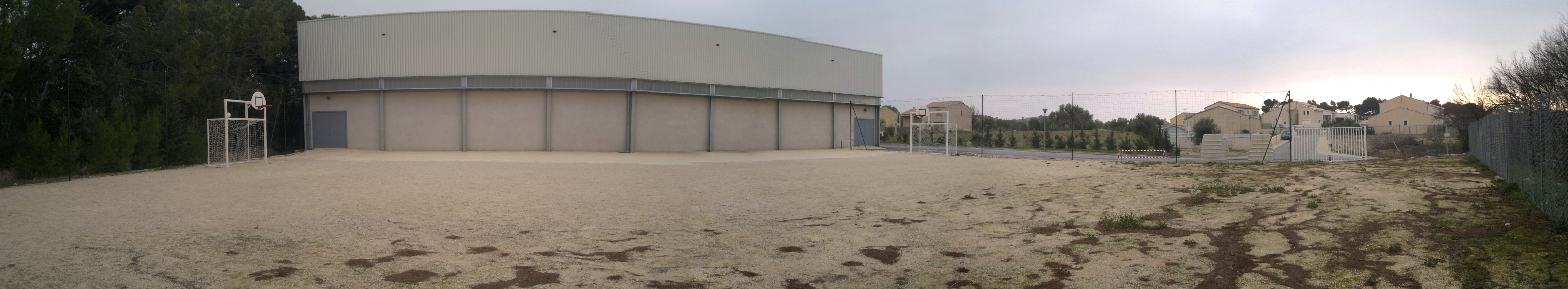
Спортивный комплекс
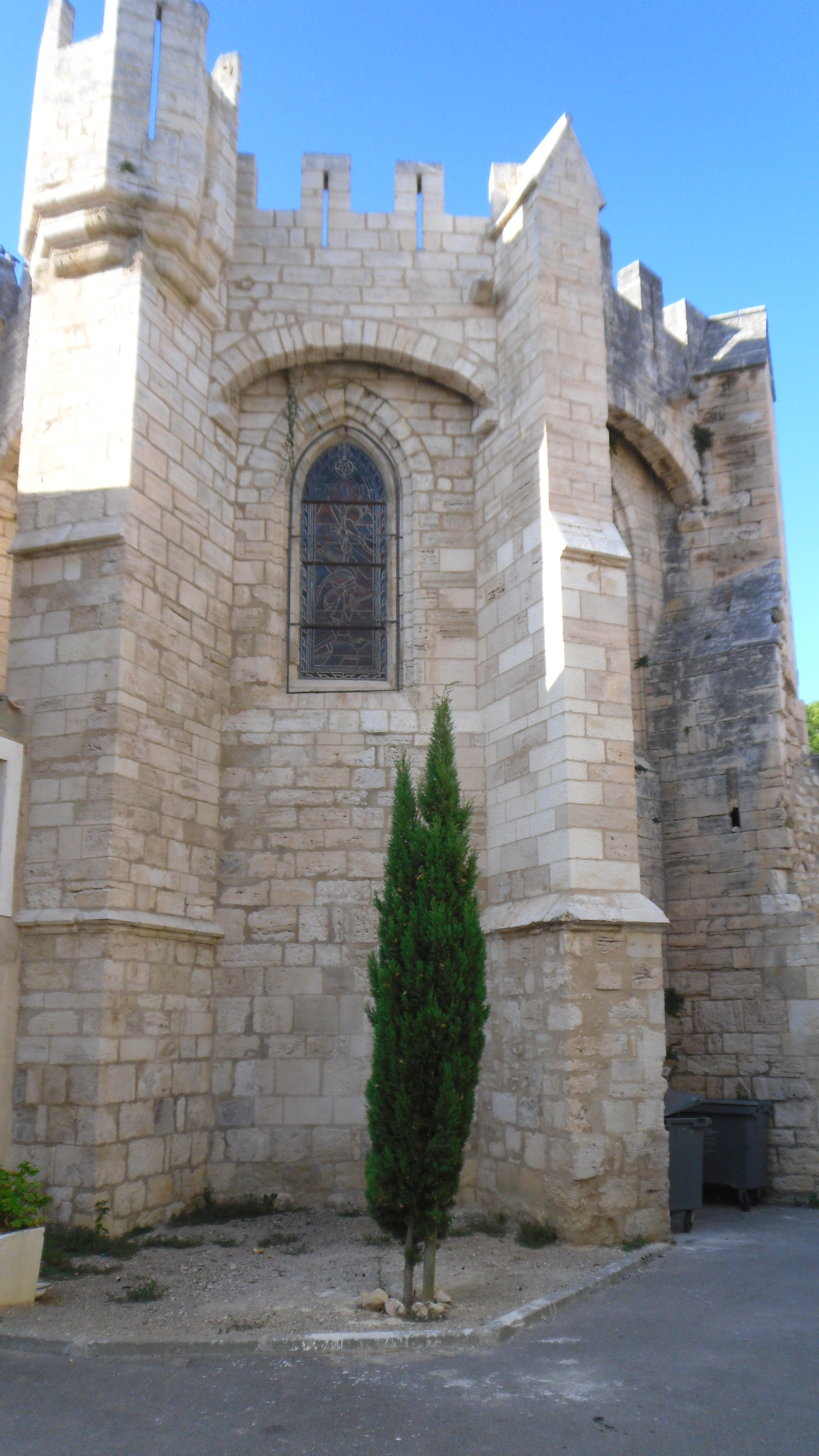
Церковь Св. Павла